# Beijing Foton Daimler Automotive

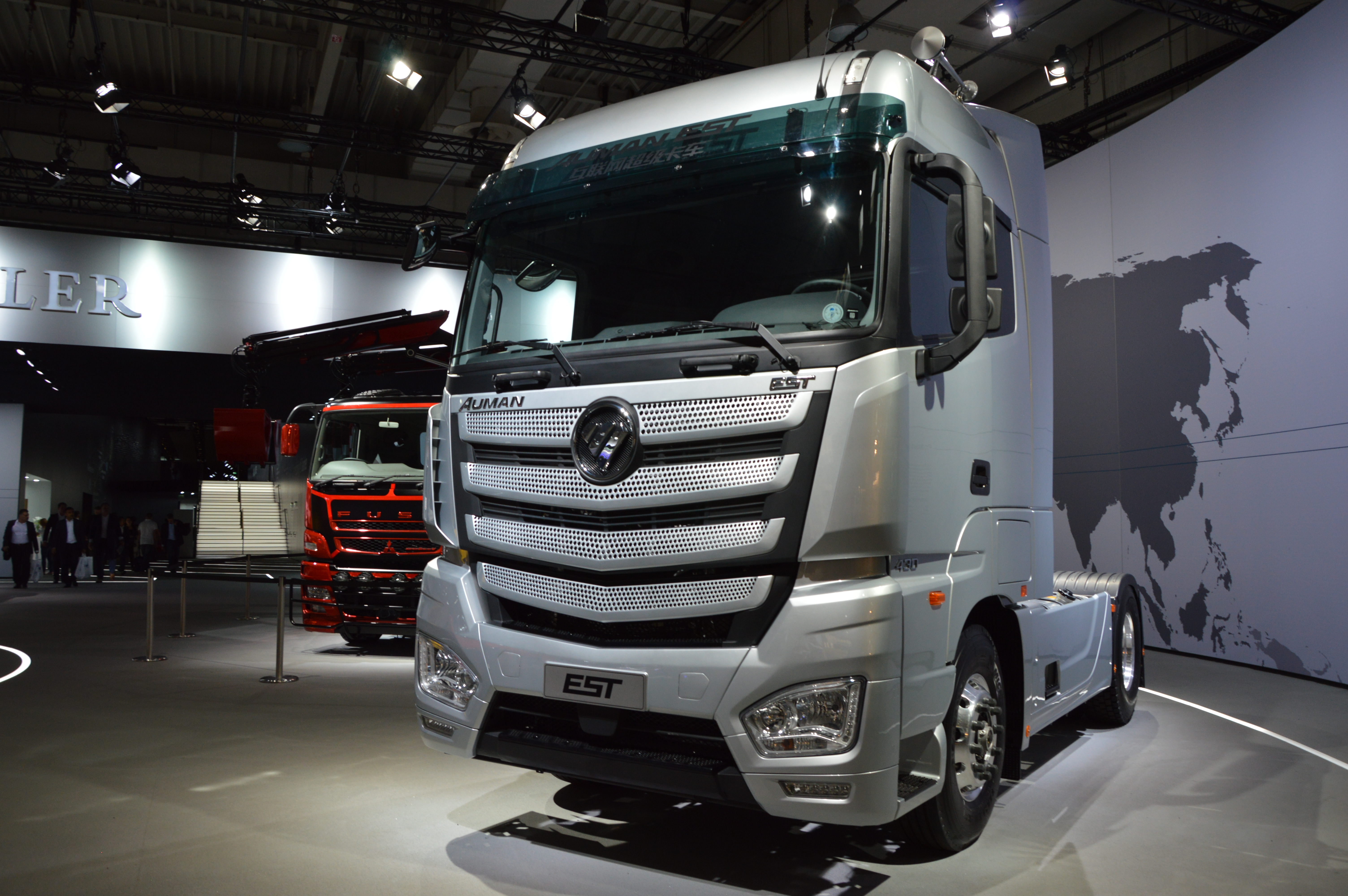
Foton Auman EST (Energy Super Truck) auf der IAA 2016

Beijing Foton Daimler Automotive Co., Ltd. (BFDA) ist ein Hersteller von Nutzfahrzeugen aus der Volksrepublik China.

## Beschreibung
Der chinesische Lkw-Hersteller Beiqi Foton Motor und die Daimler AG gründeten 2012 dieses Gemeinschaftsunternehmen. Beide Partner halten 50 % der Anteile. Das Unternehmen produziert mittelschwere und schwere Lastkraftwagen unter der Marke Foton Auman sowie Motoren.
Das erste gemeinsame Produkt ist der schwere Lkw Foton Auman GTL, der seit Juli 2012 gefertigt wird. Das Fahrzeug ist unter anderem mit dem Mercedes-Benz-Reihensechszylindermotor OM 457 erhältlich, der nach der Einführung der Abgasnorm Euro 6 in Europa nicht mehr vermarktet werden kann und nun von BFDA in Lizenz vor Ort gefertigt wird.
Mit Wu Yuejun stellte Foton den ersten Präsidenten des Unternehmens, Stefan Albrecht von Daimler ist Executive Vice President. Am 1. Juli 2015 wurde Zhou Liang neuer Präsident.
Foton hat sein bereits bestehendes Geschäft mit mittelschweren und schweren Lkw der Marke Foton Auman, die Produktionsstandorte und das Vertriebs- und Servicenetz in das Joint-Venture eingebracht. Seit September 2022 wird auch der Actros für den chinesischen Markt bei Beijing Foton Daimler Automotive gebaut.